# Alfonso López Quintás
Alfonso López Quintás   (Franza (Corunha), 21 de abril de 1928) é um frade mercedário, pedagogo católico ligado aos Legionários de Cristo.  doutor em Filosofia, professor da Universidade Complutense de Madrid, membro da Real Academia Espanhola de Ciências Morais e Políticas e da Académie Internationale de l’Art (Berna).
López Quintás escreveu diversas obras sobre temas vinculados à ética, à educação e à formação de lideranças sociais. Sua atividade intelectual intensificou-se a partir da criação da Escuela de Pensamiento y Creatividad (Madrid, 1987), cujo propósito não é tanto “ensinar” a pensar, mas contribuir para que seus participantes descubram por experiência própria a grandeza que a vida humana adquire quando a orientamos pelo caminho do encontro. O conceito de "encontro" é central no pensamento de López Quintás.
Com a missão de difundir e consolidar o pensamento de López Quintás, foi criada a  Fundação López Quintas, que vem desenvolvendo uma série de atividades, procurando aplicar as ideias deste pensador ao mundo educativo e das empresas .